# Gżira United FC
Gżira United Football Club – maltański klub piłkarski z siedzibą w mieście Gżira.

## Osiągnięcia
- Puchar Malty: 1973

## Historia
Klub Gżira United założony został w 1948 roku. Po raz pierwszy pojawił się w I lidze maltańskiej w 1964 roku, jednak w sezonie 1964/65 zajął przedostatnie, 6. miejsce, i spadł do II ligi. Kolejny raz Gżira United zagrał w najwyższej lidze w sezonie 1968/69 i tym razem uniknął spadku, a w sezonie 1970/71 zajął nawet 3. miejsce.
Po kilku przeciętnych sezonach Gżira United zdobył w 1973 Puchar Malty, który jest jak dotąd największym sukcesem w historii klubu. Osiągnięcie to pozwoliło na jedyny do dziś występ klubu w europejskich pucharach - w Pucharze Zdobywców Pucharów w sezonie 1973/74. W pierwszej rundzie przeciwnikiem okazał się norweski klub SK Brann. Gżira United przegrał u siebie 0:2 oraz na wyjeździe aż 0:7 i odpadł z turnieju.
W sezonie 1974/75 klub zajął w lidze przedostatnie 9. miejsce i drugi raz w swych dziejach spadł z I ligi. Jeszcze raz Gżira United pojawił się w I lidze w sezonie 1981/82 - zdobył jednak tylko 1 punkt i zajął ostatnie miejsce. Obecnie Gżira United gra w Maltese Premier League.

## Europejskie puchary
Legenda do wszystkich tabel:
- Q – runda eliminacyjna, 1/16, 1/8, 1/4, 1/2 – odpowiednia faza rozgrywek, Grupa – runda grupowa, 1r gr – pierwsza runda grupowa, 2r gr – druga runda grupowa, F – finał, R – runda, PO – play-off
- k. – rzuty karne, los. – losowanie, Dogr. – dogrywka, w. – zasada bramek strzelonych na wyjeździe

| Sezon   | Rozgrywki                 | Runda | Klub                    | Dom | Wyjazd | Ogólnie       |
| ------- | ------------------------- | ----- | ----------------------- | --- | ------ | ------------- |
| 1973/74 | Puchar Zdobywców Pucharów | 1Q    | SK Brann                | 0–2 | 0–7    | 0–9           |
| 2018/19 | Liga Europy               | PQ    | UE Sant Julià           | 2–1 | 2–0    | 4–1           |
| 2018/19 | Liga Europy               | 1Q    | Radnički Nisz           | 0–1 | 0–4    | 0–5           |
| 2019/20 | Liga Europy               | 1Q    | Hajduk Split            | 0–2 | 3–1    | 3–3, w.       |
| 2019/20 | Liga Europy               | 2Q    | FK Ventspils            | 2–2 | 0–4    | 2–6           |
| 2021/22 | Liga Konferencji Europy   | 1Q    | UE Sant Julià           | 1–1 | 0–0    | 1–1, k: 5–3   |
| 2021/22 | Liga Konferencji Europy   | 2Q    | HNK Rijeka              | 0–2 | 0–1    | 0–3           |
| 2022/23 | Liga Konferencji Europy   | 1Q    | Atlètic Club d’Escaldes | 1–1 | 1–0    | 2–1, Dogr.    |
| 2022/23 | Liga Konferencji Europy   | 2Q    | Radnički Nisz           | 2–2 | 3–3    | 5–5, k: 3–1   |
| 2022/23 | Liga Konferencji Europy   | 3Q    | Wolfsberger             | 0–4 | 0–0    | 0–4           |
| 2023/24 | Liga Konferencji Europy   | 1Q    | Glentoran               | 2–2 | 1–1    | 3–3, k: 14–13 |
| 2023/24 | Liga Konferencji Europy   | 2Q    | F91 Dudelange           | 2–0 | 1–2    | 3–2           |
| 2023/24 | Liga Konferencji Europy   | 3Q    | Viktoria Pilzno         | 0–2 | 0–4    | 0–6           |